# Mediekonst

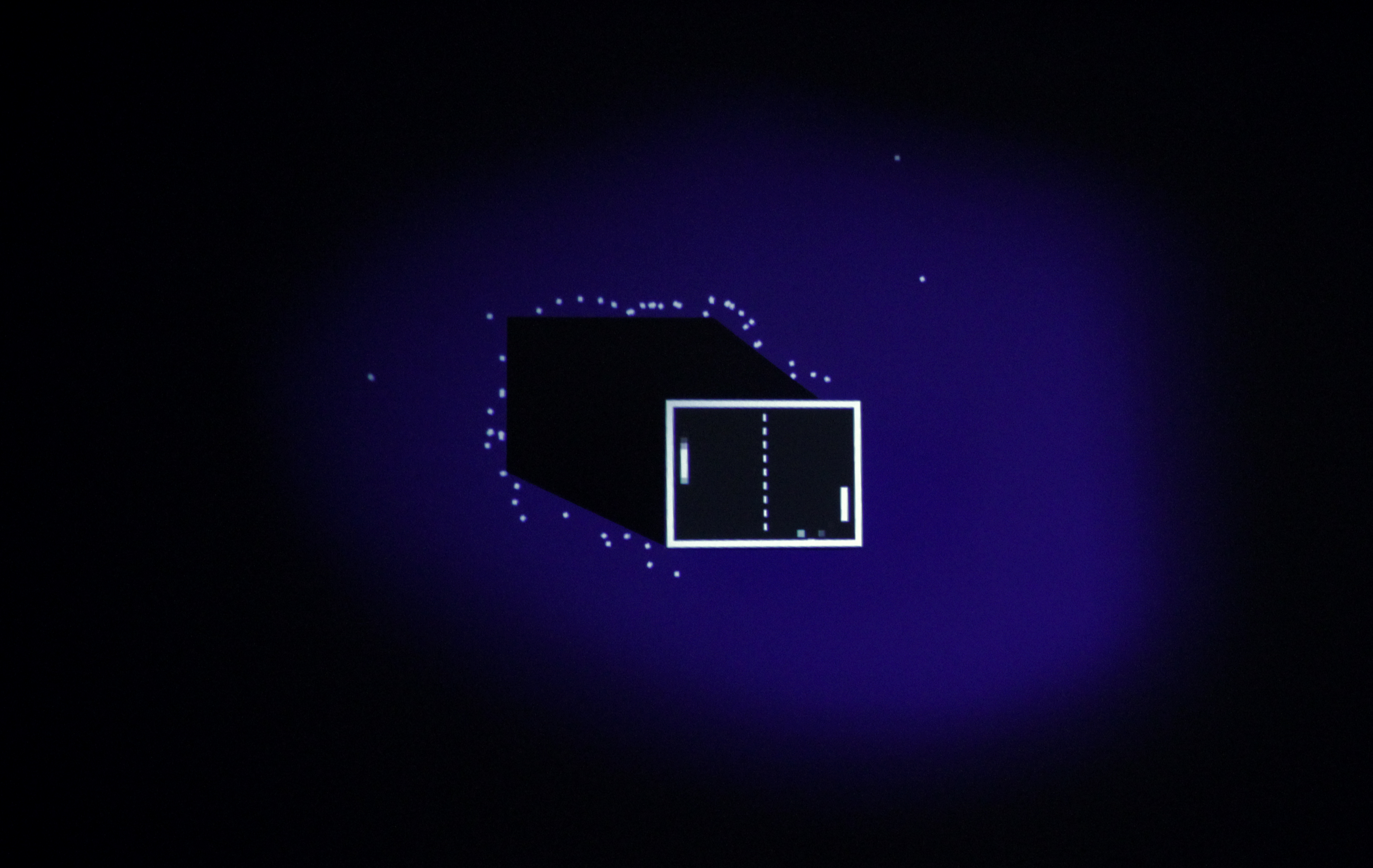
Finska mediekonstnären Hanna Haaslahtis verk We Are Ping, They Are Pong (2013) utgår från det klassiska Pong-spelet.

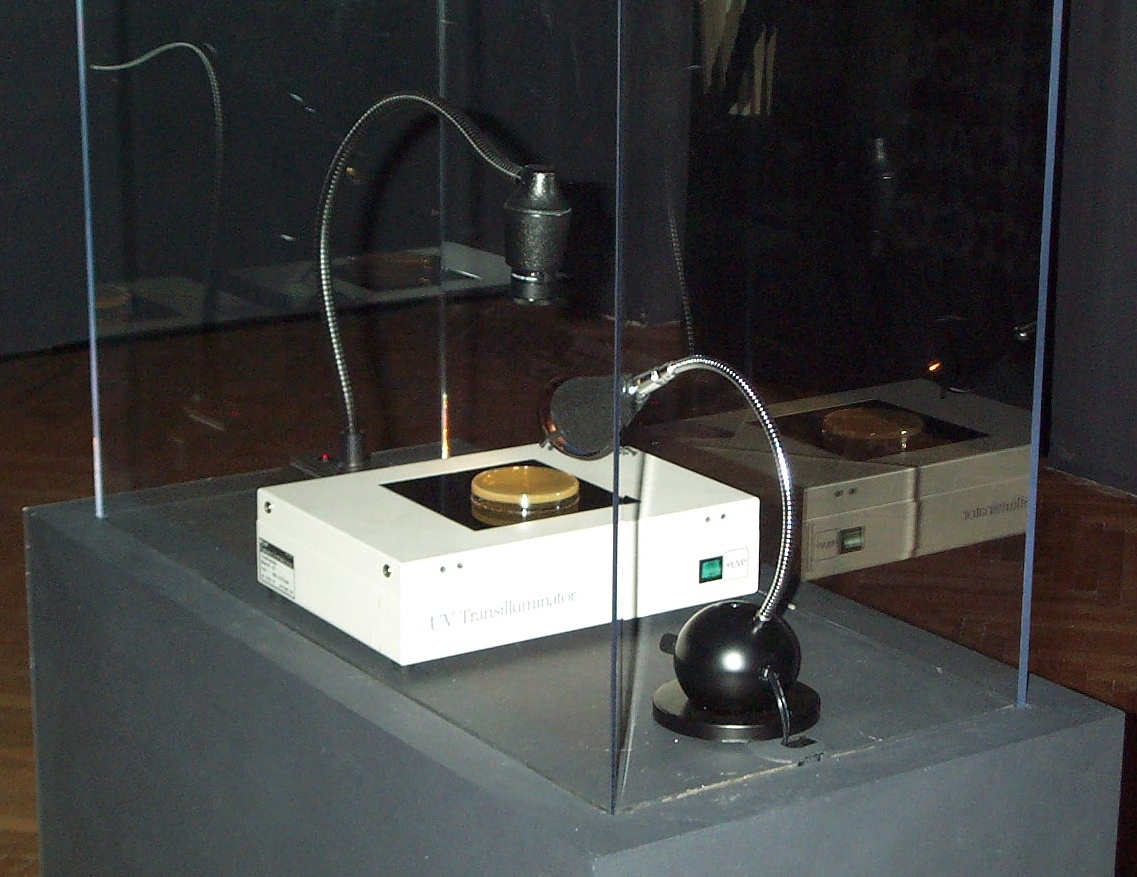
Eduardo Kacs installation "Genesis" Ars Electronica 1999.

Mediekonst är konstnärliga verk som använder elektroniska informations- och kommunikationsmedel, teknologier och teorier kring dem, samt återspeglar eller transformerar dem. Även ljus- och ljudkonst räknas som en del av mediekonsten.

## Historia
År 1958 programmerade en ung forskare vid Johns Hopkins University en dator för att automatiskt generera geometriska former. Därigenom producerades de första bilderna som var helt komponerade av en dator, vilket senare skulle ge upphov till nya konstnärliga fenomen, så som datorkonst och den nuvarande digitala konsten. Några år senare, år 1963, ställde den unge koreanske konstnären Nam June Paik ut tretton snedvridna tv-apparater i Wuppertal i Tyskland, vilket innebar att videokonsten föddes.

## Förhållande till annan kultur
Mediekonst knyter an till andra kulturella uttrycksformer, såsom radio, Internet, ljud, arkitektur, offentliga rum och mobilkommunikation, såväl som datorgrafik och informationsarkitektur.
I mediekonst utvecklas experimentella metoder och koncept, som såväl kan leda till nya tekniska uppfinningar, som kritisk reflektion över dem.

## Mediekonst i utbildningen
Mediekonst ingår i den allmänna lärokursen i grundläggande konstundervisning i Finland. Eleverna skall genom kursen i mediekonst få färdigheter i att utnyttja medieteknologi i konstnärlig verksamhet och målet är bland annat att stärka konstens roll i mediekulturen. Konsten utnyttjar medieteknologier såsom rörlig bild, ljud och program och deras samband med andra konstarter.